# Hernmarck (släkt)
Hernmarck är en svensk släkt, sannolikt från Västergötland. Den härstammar från Olof Hernmarck (död 1739), häradshövding på Åland, och Sabina Henning (1695–1765), dotter till en hovguldsmed i Stockholm. Makarna var föräldrar till:
- Anna Maria Hernmarck (1728–1788), gift med Johan Justander (1713–1774), astronomie observator i Åbo,
- Johan Hernmarck (1729–1783), hovrättsfiskal i Åbo,
- Olof Hernmarck (1731–1786), sjökapten som dog i Genua

Olof Hernmarck den yngre blev far till Gustaf Hernmarck (1774-1847), linkramhandlare i Stockholm, som i sin tur blev far till borgmästaren i Riga, Gustaf Daniel Hernmarck (1804-1899). Han blev även far till tobaksfabrikören i Stockholm Robert Gustaf Hernmarck och den svensk-norske vicekonsuln i Helsingfors Conrad Gustaf Knut Hernmarck. Gustaf Daniel Hernmarcks son Johann Gustaf Hernmarck, österrikisk konsul i Riga, blev stamfar för en släktgren i Tyskland. 
Gustaf Daniel Hernmarcks yngre son Carl Gustaf Hernmarck var jurist och ämbetsman. År 1864 blev han assessor i Svea hovrätt, år 1866 expeditionschef i justitiestatsexpeditionen och år 1874 hovrättsråd i Svea hovrätt. Han var justitieråd 1875–1897. Tillsammans med sin första fru Anna Elisabeth Barclay de Tolly fick han två barn, Ebba Anna Nathalia Gahn och Carl Gustaf Hernmarck. I sitt andra gifte med en dotter till Johan Carl Kempe blev han far till Arvid Gustaf Michaël Hernmarck (1876-1940). Denne var 1902-11 VD för Kopparberg-Hofors sågverks AB i Vika i Kopparbergs län. Genom gifte blev han även ledamot av styrelsen för Klosters AB i Husby i Kopparbergs län. Han ägde bland annat Hässelbyholms slott och gods i Fogdön i Södermanland, som under hans tid kom att bli ett centrum för många kulturpersonligheter, som till exempel Albert Engström och Verner von Heidenstam.